# Giosafat Barbaro
‎
Giosafat Barbaro, italijanski raziskovalec, * 1413, † 1494.